# 三角形數

三角形數

一定数目的点或圆在等距離的排列下可以形成一个等邊三角形，這樣的數被稱為三角形數。比如10個點可以組成一个等邊三角形，因此10是一個三角形數：
頭30個三角形數是0, 1, 3, 6, 10, 15, 21, 28, 36, 45, 55, 66, 78, 91, 105, 120, 136, 153, 171, 190, 210, 231, 253, 276, 300, 325, 351, 378, 406, 435, ...（OEIS數列A000217）。
三角数的二倍的平方根取整，是这个三角数的序数。

## 性質
- 第n个三角形數的公式是{\displaystyle {\frac {n(n+1)}{2}}}。
- 第n个三角形數是從1开始的n个自然数的和。
- 所有大于3的三角形數都不是质数。
- 除了0，1，3，21，55以外，三角形數不可能是費波那契數。[1]
- 开始的n个立方数的和是第n个三角形數的平方（举例：1 + 8 + 27 + 64 = 100 = 102）
- 所有三角形數的倒数之和是2。
- 任何三角形數乘以8再加1是一个平方数。
- 三角數的個位數字不可能是2、4、7、9，數字根不可能是2、4、5、7、8。
- 一部分三角形數（3、10、21、36、55、78……）可以用以下这个公式来表示：{\displaystyle n*(2n+1)}；而剩下的另一部分（1、6、15、28、45、66……）则可以用{\displaystyle n*(2n-1)}来表示。
- 一种检验正整数x是否三角形数的方法，是计算：
{\displaystyle n={\frac {{\sqrt {8x+1}}-1}{2}}.}
如果n是整数，那么x就是第n个三角形数。如果n不是整数，那么x不是三角形数。这个检验法是基于恒等式{\displaystyle 8T_{n}+1=S_{2n+1}.}

## 特殊的三角形數
- 55、5,050、500,500、50,005,000……都是三角形數。
- 第11个三角形數（66）、第1111个三角形數（617,716）、第111,111个三角形數（6,172,882,716）、第11,111,111个三角形數（61,728,399,382,716）都是回文式的三角形數，但第111个（6,216）、第11,111个（61,732,716）和第1,111,111个（617,284,382,716）三角形數不是。
- 同時為三角形數及普洛尼克數的數（不定方程{\displaystyle x(x+1)={\frac {y(y+1)}{2}}}）：最小的幾個為0, 6, 210, 7140, 242556, 8239770,……[2][3]，對應的{\displaystyle x}值分別為0, 2, 14, 84, 492, 2870,……（OEIS數列A053141），對應的{\displaystyle y}值分別為0, 3, 20, 119, 696, 4059,……（OEIS數列A001652）。

## 它與其他數的關係
- 是否在相继出现的三角形数之间至少存在一个素数，与勒让德猜想等价。
- 四面體數是三角形數在立體的推廣。
- 两个相继的三角形數之和是平方数。
- 三角平方數是同時為三角形數和平方數的數。
- 三角形數屬於一種多邊形數。
- 所有偶完美数都是三角形数。
- 所有的三角形數都可以在楊輝三角形每橫行從右到左或左到右的第3項找到。[註 1]
- 任何自然数是最多三个三角形數的和。高斯发现了这个规律，他在1796年7月10日在日记中写道：EYPHKA! num = Δ + Δ + Δ

## 外部連結
- Hazewinkel, Michiel (编), , , Springer, 2001, ISBN 978-1-55608-010-4
- Triangular numbers（页面存档备份，存于） at cut-the-knot
- There exist triangular numbers that are also square（页面存档备份，存于） at cut-the-knot
- 埃里克·韦斯坦因. . MathWorld.
- Triangular numbers via 12 days of Christmas by Vi Hart
- Hypertetrahedral Polytopic Roots by Rob Hubbard, including the generalisation to triangular cube roots, some higher dimensions, and some approximate formulae